# Sturgeon Bay
Sturgeon Bay è un comune degli Stati Uniti d'America, situato nello Stato del Wisconsin, nella Contea di Door, della quale è il capoluogo.